# Patrik Ahlgren
Nils Anders Patrik Ahlgren, född 25 februari 1962 i Köpings församling i Västmanlands län, är en svensk militär.
Ahlgren tog officersexamen vid Infanteriets officershögskola 1983 och anställdes 1984 som fänrik vid Livregementets grenadjärer, där han befordrades till löjtnant 1986 och kom att tjänstgöra under resten av 1980-talet. Han befordrades till major 1993 och tjänstgjorde i mitten av 1990-talet vid Livgardesbrigaden. I slutet av 1990-talet och i början av 2000-talet tjänstgjorde han vid Strategiledningen i Högkvarteret och var därvid bland annat ansvarig för Försvarsmaktens första militärstrategiska doktrin som var klar 2002. Vid denna tid hade han också befordrats till överstelöjtnant.
Efter att ha befordrats till överste var Ahlgren ställföreträdande chef för Institutionen för säkerhet och strategi vid Försvarshögskolan 2005–2010 och sektionschef i Högkvarteret med ansvar för försvarsplanering 2010–2013. Han var 2013–2016 chef för Göta ingenjörregemente och är sedan den 1 december 2016 chef för CIO Cyberförsvar vid Ledningsstaben i Högkvarteret.
Patrik Ahlgren invaldes 2003 som ledamot av Kungliga Krigsvetenskapsakademien. Han höll sitt inträdesanförande i akademien den 8 juni 2004 på temat ”Militärstrategi – reflexioner över manövertänkandets principer”.